# Air Georgian

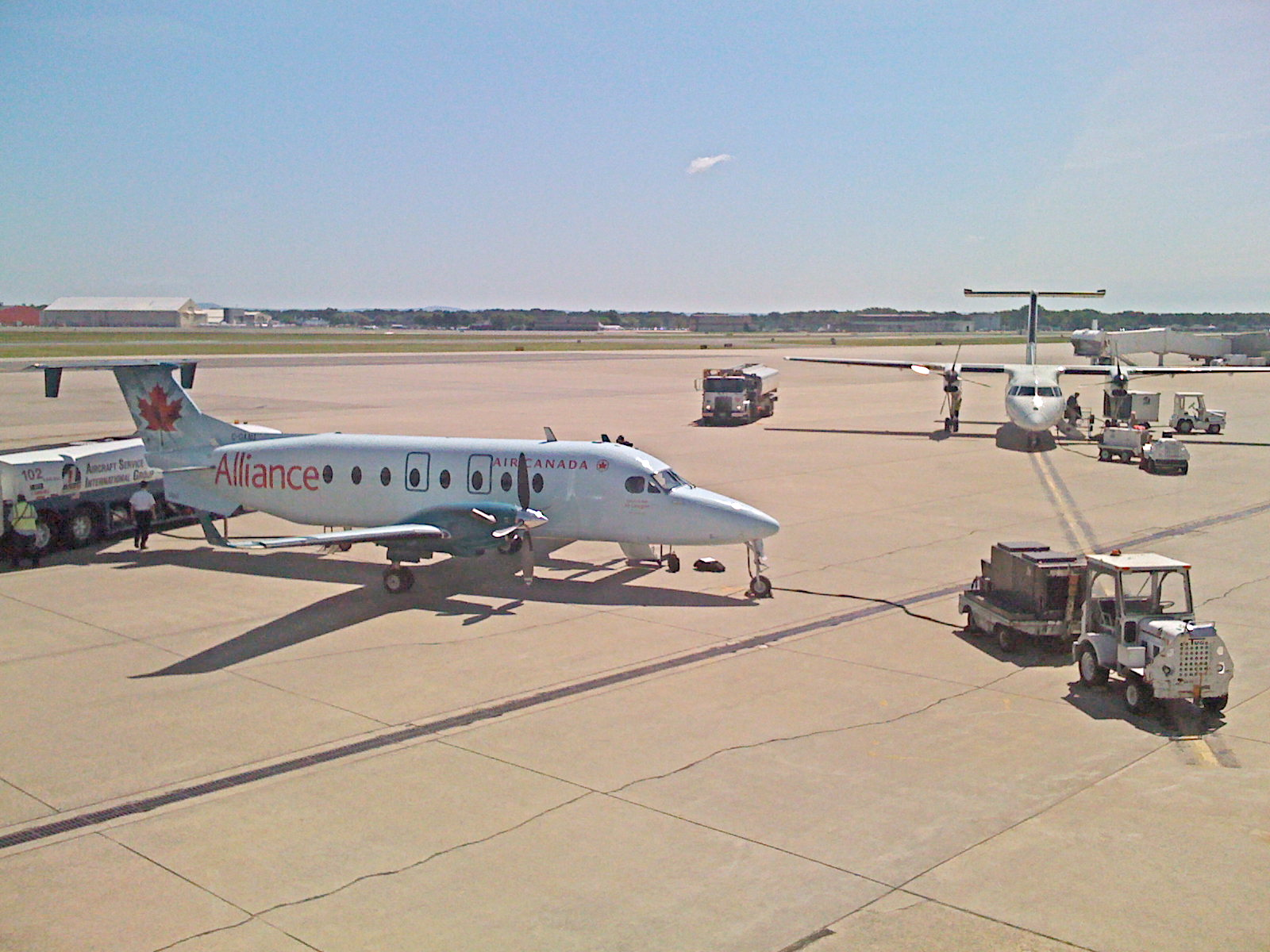
Beechcraft 1900D авіакомпанії Air Georgian (ліворуч) в Міжнародному аеропорту Бредлі

Air Georgian — колишня канадійська регіональна авіакомпанія зі штаб-квартирою в місті Місісаґа (провінція Онтаріо). Припинила діяльність в 2020.

## Історія та загальні відомості
Авіакомпанія була заснована в 1994 році для виконання регулярних та чартерних рейсів між населеними пунктами провінції Онтаріо. На перших порах компанія експлуатувала невеликий флот з літаків Cessna 208 і довгий час була більш відома як вантажного перевізника, діє під торговельною маркою Georgian Express. У 2007 році вантажний підрозділ авіакомпанії було продано в Cargo Jet.
Головними транзитними вузлами (хабами) Air Georgian є Міжнародний аеропорт імені П'єра Еліота Трюдо, Міжнародний аеропорт Торонто Пірсон і Міжнародний аеропорт Галіфакс Стенфілд. Авіакомпанія є одним з 704-х авіаперевізників світу, що мають повний сертифікат безпеки IOSA міжнародної організації ICAO.
Операційна діяльність Air Georgian пов'язана головним чином з партнерським договором з флагманською авіакомпанією країни Air Canada, в умовах якого Air Georgian забезпечує перевезення пасажирів на регіональних внутрішніх та транскордонних, а Air Canada — на магістральних напрямках, при цьому обидва перевізника використовують одні і ті ж транзитні аеропорти.
В авіакомпанії Air Georgian діє програма підготовки пілотів, навчання льотній майстерності, кваліфікації інженерного і начальницького складу, в рамках якої щорічно проводиться набір кращих випускників коледжу Онтаріо і Університету Нью-Брансвік. Ця програма була запущена у 2008 році як один із способів зниження дефіциту кваліфікованих кадрів в авіаційній індустрії і тепер користується великою популярністю серед випускників навчальних закладів Онтаріо.

## Флот
Згідно з даними Міністерства транспорту Канади станом на квітень 2009 року повітряний флот авіакомпанії Air Georgian становили такі літаки:

## Маршрутна мережа авіакомпанії

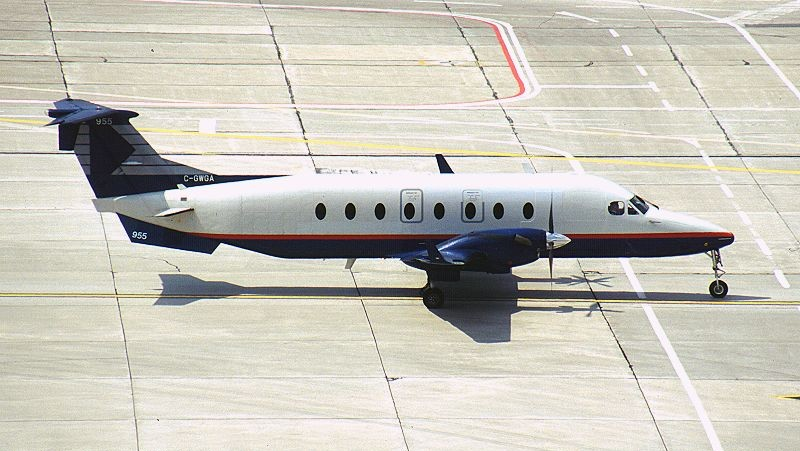
Raytheon 1900D авіакомпанії Air Georgian в лівреї Canadian Airlines в міжнародному аеропорту Торонто Пірсон

### Канада
- Нью-Брансвік
  - Фредериктон — Міжнародний аеропорт Фредериктон
  - Монктон — Міжнародний аеропорт Великий Монктон
  - Сент-Джон — Аеропорт Сент-Джон
- Нова Шотландія
  - Галіфакс — Міжнародний аеропорт Галіфакс Стэнфилд хаб
  - Сідней — Аеропорт Сіднея імені Дж. Гей. Дугласа Мак-Керди
- Онтаріо
  - Кінгстон — Аеропорт Кінгстон імені Нормана Роджерса
  - Сарнія — Аеропорт Сарнія
  - Торонто — Міжнародний аеропорт Торонто Пірсон хаб
- Острів Принца Едуарда
  - Шарлоттаун — Аеропорт Шарлоттаун
- Квебек
  - Монреаль — Міжнародний аеропорт імені П'єра Еліота Трюдо хаб

### США
- Коннектикут
  - Гартфорд — Міжнародний аеропорт Бредлі
- Мен
  - Портленд — Міжнародний аеропорт Портленд (з 17 травня 2010)
- Мічиган
  - Гренд-Репідс — Міжнародний аеропорт імені Джральда Р. Форда
  - Детройт — Столичний аеропорт Детройт округу Уейн
- Нью-Гемпшир
  - Манчестер — Регіональний аеропорт Манчестер/Бостон
- Нью-Йорк
  - Олбані — Міжнародний аеропорт Олбані
  - Рочестер — Міжнародний аеропорт Великий Рочестер
  - Сірак'юс — Міжнародний аеропорт Сиракьюс Хенкок (з 17 травня 2010)
  - Вайт-Плейнз — Аеропорт округу Уестчестер
- Огайо
  - Дейтон — Міжнародний аеропорт Дейтон
- Пенсільванія
  - Аллентаун/Бетлхем — Міжнародний аеропорт Ліхай-Вэли
  - Гаррісберг — Міжнародний аеропорт Harrisburg
- Род-Айленд
  - Провіденс — Аеропорт імені Т. Ф. Гріна